# インディアナポリス・ジェッツ
インディアナポリス・ジェッツ (Indianapolis Jets) は、かつてアメリカ合衆国インディアナ州インディアナポリスに存在したNBL及びBAAのバスケットボールチーム。1931年に創設され、1949年に解散した。

## 歴史
チームは1931年、インディアナポリスの食料雑貨商によってインディアナポリス・カウツキーズ (Indianapolis Kautskys) として結成された。当時存在したいくつかのプロリーグに所属した後、1937年に設立されたNBLの創設メンバーとなった。カウツキーズはNBLに所属した7シーズンで99勝126敗（勝率.440）の戦績を残した。後に殿堂入りするジョン・ウッデンやアーニー・ライゼンも選手として在籍したことがあった。
1948年、カウツキーズはミネアポリス・レイカーズ、ロチェスター・ロイヤルズ、フォートウェイン・ピストンズとともにBAAに移籍し、インディアナポリス・ジェッツと改称した。BAA1年目の1948-49シーズンはディビジョン最下位となる18勝42敗を記録した。シーズン終了後にジェッツは解散し、新たにインディアナポリスを本拠地とするインディアナポリス・オリンピアンズが創設された。